# Райт (округ, Миссури)
Округ Райт (англ. Wright County) — округ штата Миссури, США. Население округа на 2009 год составляло 17 908 человек. Административный центр округа — город Хартвилл.

## История
Округ Райт основан в 1841 году.

## География
Округ занимает площадь 1766.4 км2.

## Демография
Согласно оценке Бюро переписи населения США, в округе Райт в 2009 году проживало 17 908 человек. Плотность населения составляла 10.1 человек на квадратный километр.